# Dance Evolution
『Dance Evolution』（ダンスエボリューション） はコナミデジタルエンタテインメントより2010年11月20日に発売されたXbox 360用の音楽ゲーム。通称『ダンエボ』。BEMANIシリーズとして、CEROのレーティングにより初めて対象年齢の設定がなされた作品でもある（「B（12歳以上対象）」に区分）。
コナミデジタルエンタテインメントの公式サイトでは『DanceEvolution』と空白無しの表記が採用されている。

## 概要
Dance Dance Revolutionの開発スタッフを中心に開発された、Kinect専用のダンスアクションゲームである。プロデューサーはかつてDance Dance Revolutionのサウンドプロデューサーを務めたNAOKI。ミュージックディレクターは同社BEMANIシリーズで活躍中のD-Crew。

「Dance Evolution」は日本と欧州で展開されるタイトル名であり、北米では「Dance Masters」というタイトルで展開される。

2010年9月19日、 東京ゲームショウ2010で発表された日本ゲーム大賞2010にて、フューチャー部門を受賞した。
また、本作のアーケード版である「Dance Evolution ARCADE」（ - アーケード）が、2012年3月27日より稼働している。2015年後半から版権曲の削除が目立ち始め、2016年8月9日よりオフライン化対応キット導入筐体へのアップデートが開始された。未導入の筐体は同年8月31日にサービスが終了し、現在はオフライン化対応キットが導入された筐体でのみプレーが可能。実質的に更新終了となった。

## 基本ルール
画面中のキャラクターの動きに合わせてダンスを踊る。振り付けの要所要所にマーカー(判定ポイント)があり、判定は「PERFECT!」「GREAT!」「GOOD」「BOO」の4種類。指示通りの動作ができるとスコアが加算され、"ダンスゲージ"が上昇する。逆にBOO判定を出すとダンスゲージが減少し、曲の途中でダンスゲージが0になるとゲームオーバー、曲終了時にダンスゲージが少しでも残っていればステージクリアとなる。1度もBOO判定を出さずにコンボを続けた場合、フルコンボとなる。
なお画面中のキャラの踊りは鏡像になっているのでプレイヤーは振り付けの左右を気にする必要は無い。またマーカーの無い場所ではキャラクターと同じ動きをしなくてもスコアにはほぼ影響しない。
他の音楽ゲーム同様、各曲には複数の難易度が用意されており、振り付けそのものは変わらないが、難易度が上がるにつれてマーカーの数が増加する。ただし難易度STEALTHはマーカーが見えず、振り付けの見本だけでプレイする。

### 主なマーカー(動作)
- リップル：輪の位置に手足を重ねる
- ダンスポーズ：シルエットと同じポーズを決める
- ストリーム：ライン(動きの軌跡を示す矢印)に合わせて、手足を動かす
- ボイス＆ポーズ：ポーズをとりながら、手拍子や掛け声をかける

なお、メニュー画面の選択から決定、キャンセルまで、全て手を前にかざすことで操作する。

## 登場キャラクター
以下のキャラクターはXbox 360版及び、Xbox 360版からアーケード版へ移植された曲で登場。なお、アーケード版新規収録楽曲では「朧」「Watch Out Pt.2」「Sweet Rain」「Sakura Sunrise」などの楽曲に登場。どちらも外国人である。
デイジー（daisy）
金髪の女性。
デイヴ（Dave）
黒人の男性。
こちらは、アーケード版で新規収録された曲や、版権曲で登場。どれも日本人である。
西園寺 あかり（さいおんじ あかり）
17歳で双子の姉。黒髪。
西園寺 ひかり（さいおんじ ひかり）
17歳で双子の妹。茶髪。
与那嶺 雅人（よなみね まさと）
24歳。銀髪で、帽子を着用している。
小日向 翔（こひなた しょう）
21歳。茶髪で、基本的にパーカーを着用している。

## 収録曲
DDRシリーズのコナミオリジナル曲を中心に、パラパラパラダイスで起用されたSUPER EUROBEATの楽曲も収録。
- A Geisha's Dream
- Brilliant 2U
- INTO YOUR HEART
- L'amour et la liberte
- La receta
- NIGHT OF FIRE
- KIMONO PRINCESS

他、全30曲収録

## ダウンロードコンテンツ
2010年12月22日配信
- Dance Evolution プレミアムテーマ(240MSP)
- Dance Evolution アイコンパック(160MSP)
- マスターレベルパック(無料)

全曲に難易度「MASTER」が追加される
2011年1月18日配信
- OUTFIT1(無料)

Brilliant 2U, We Can Win the Fight, Crazy Controlの3曲で衣装が変化する
- OUTFIT2(160MSP)

A Geisha's Dream, KIMONO PRINCESS, SAKURAの3曲で衣装が変化する
2011年2月1日配信
- ハワイアン(160MSP)

AFRONOVA PRIMEVAL, BURNIN' THE FLOOR, La recetaの3曲で衣装が変化する

## ダンスに不可能はない!!-KING OF POPへの道-
プロデューサーのNAOKIとKONAMI eYe'sメンバーである大竹真由をメインパーソナリティに据えたDance Evolution公式プロモーション番組。
KONAMI573chにて放送。2011年1月5日以降、毎週水曜日にUstreamで配信していた。1月5日、12日は企画の説明、準備回として第0回前半、第0回後半として放送され、19日を第1回としてスタートした。Ustreamでの生放送の他、Ustreamのアーカイブ、YouTubeへのアップロードも行われていた。
知人を6人辿れば世界中の誰とでも繋がることが出来るという「六次の隔たり」に基づいた企画で、ゴールとしてAKB48が設定されたが、東日本大震災の影響により途中で打ち切られた。

### ゲスト
- 2011年1月19日(第1回前半):すき家たん
- 2011年2月2日(第2回前半):吉田健徒
- 2011年2月16日(第3回前半):KANAE
- 2011年3月9日(第4回前半):梅田悠（当時SDN48）

## Dance Evolution ARCADE

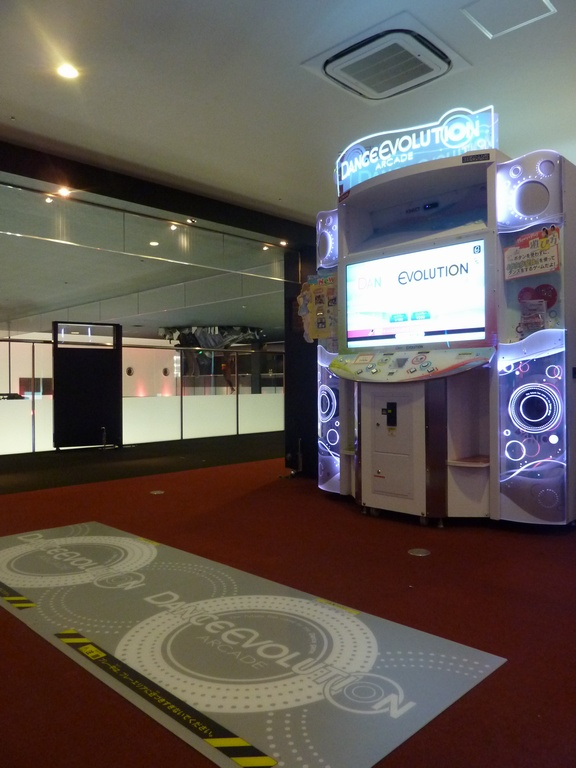
Dance Evolution Arcade

本作のアーケード版。専用の大型筐体を使用する。日本では2012年3月27日より稼働しており、2013年には台湾や香港、マレーシアでも稼働開始した。また韓国でもロケテストが実施されたが、正式稼働はしていない。
当初の発売元はコナミデジタルエンタテインメントであったが、コナミグループ再編に伴い、2016年11月1日付でコナミアミューズメントへ発売元が移管された。
制作スタッフは家庭用とは異なり、プロデューサーは大田良彦(おおたP)、サブプロデューサー(ディレクター)はナカムラマサル、サウンドディレクターはTAGである。
2016年8月9日よりオフライン稼働対応キット導入筐体へのアップデートが行われ、対応筐体はオフラインでも稼働が可能となった。2016年9月1日より前述のキットを適用していない筐体のサービスが終了したが、その後も対応筐体であればオンライン・オフライン共に稼働は可能。

### Xbox 360版との違い
- 内部ハードウェアがPCベース(OSはWindows Embbeded Standard 7)になり、Kinect for Windowsが使用されている。
- e-AMUSEMENTに対応しており、データの保存はe-AMUSEMENT PASS（ICカード）を使用して行う。なおe-AMUSEMENT Participation（レベニューシェア方式）採用。
- ユーザーインターフェースが白を基調としたデザインに一新され、操作方法も若干異なる。
- 隠し譜面（難易度MASTERとSTEALTH）は「GOLD」というゲーム内ポイントを貯める事で1曲ずつ解禁していく。
- 収録曲が異なっており、邦楽ライセンス曲や新たなコナミオリジナル曲が追加されている。
- 2人プレイ時に限り、ボーナス要素である「パラレルユニバース」の発動条件が緩和される。
- 「ボイス&ポーズ」のマーカーが廃止され、全て「ダンスポーズ」に置き換えられている。
- 新キャラクターが追加されている。主に本作からの追加楽曲にて登場。
- 「ヘビーローテーション」「irony」「恋愛レボリューション21」のLIGHT難易度が、初心者用に通常の振り付けよりも簡略化された「かんたん振り付け」として分離されている。
- 1P側と2P側で部分的に振り付けが違う曲存在する。

### 主な収録曲
取消線表記は削除された曲。

#### ダンサーが西園寺あかり・ひかりの楽曲
- irony※2015年3月26日05:00をもって削除
- マル・マル・モリ・モリ!※2015年3月26日05:00をもって削除
- 恋愛レボリューション21（振付：夏まゆみ）※2014年3月25日05:00をもって削除
- ヘビーローテーション
- PONPONPON
- ルカルカ★ナイトフィーバー（音源：実谷なな、振付：愛川こずえ（DANCEROID））
- 行くぜっ!怪盗少女-Z ver.-
- 恋愛サーキュレーション　※2016年4月8日05:00をもって削除
- LOVE & JOY（音源：木村由姫、振付：チアドラゴンズ）※2016年1月8日05:00をもって削除
- Mickey(Hawaii version)（音源：Gorie with Jasmine & Joann、振付：北垣美砂）※2016年3月11日05:00をもって削除
- おどるポンポコリン（振付：香瑠鼓）※2016年6月3日05:00をもって削除
- なめこのうた（音源・振付：福原遥）
- Sweetiex2（音源：Dixie Flatline、振付：馬琴）
- メグメグ★ファイアーエンドレスナイト（音源：実谷なな、振付：いとくとら（DANCEROID））
- 恋するフォーチュンクッキー（振付：パパイヤ鈴木） - 発売日と同日に配信。あかり・ひかりが指原莉乃の衣装を着る。
- 未確認中学生X（音源：私立恵比寿中学、振付：ラッキィ池田） - 発売前の楽曲の配信は初の試み。あかり・ひかりが私立恵比寿中学の衣装を着る。
- インベーダーインベーダー（振付：MAIKO）
- LOVEマシーン（振付：夏まゆみ）※2016年2月19日05:00をもって削除
- ちくわパフェだよ☆CKP - コナミオリジナル楽曲だが「ひなビタ♪」楽曲のため最初からプレイできる。
- 回レ!雪月花（音源：歌組雪月花、振付：山城陽子）
- 心のプラカード（振付：ラッキィ池田） - 発売日と同日に配信。あかり・ひかりが渡辺麻友の衣装を着る。

#### ダンサーが与那嶺雅人・小日向翔の楽曲
- 女々しくて（振付：歌広場淳）
- Brave※2015年3月26日05:00をもって削除
- マジLOVE1000%、マジLOVE2000%（音源：ST☆RISH、振付：山城陽子）
- 前略、道の上より（振付：川崎悦子）※2015年12月4日05:00をもって削除
- MERRY GO ROUND（振付：めろちん）※2015年9月18日05:00をもって削除
- サイバーサンダーサイダー（音源：EZFG、振付：K'suke）
- 全城熱愛 -Feel the Love-（音源：羅志祥）
- ふな ふな ふなっしー♪ 〜ふなっしー公式テーマソング〜（振付：いとうまゆ）
- ハッピーシンセサイザ（振付：めろちん）

#### ダンサーがデイジー・デイヴの楽曲
新規収録楽曲のみ掲載。
- 大藝術家 -The Great Artist-（音源：蔡依林）
- 朧（音源：HHH×MM×ST、振付：Dai.）
- Sweet Rain（音源：Y&Co. feat. Karin、振付：team SEF -RUMINE-）
- Watch Out Pt.2（振付：FUMI）
- Sakura Sunrise
- Reaching for the Stars
- Gimme a Big Beat（振付：Yossy）
- Settin' the Scene（振付：足立夏海）
- Special One（振付：Yossy）

他、全50曲以上収録。なお、楽曲は不定期に追加配信されている。